# Sebastián Olarte
Sebastián Olarte (Maldonado, 23 de abril de 1992) es un deportista y surfista uruguayo.
Es el actual campeón de surf uruguayo. Hijo de una artista plástica Micaela Nuñez marinista , es el segundo de tres hermanos. De niño navegaba en optimist en Punta del Este. Fue tricampeón uruguayo en 2012, 2014 y 2015.
En 2015 compitió con la selección uruguaya de surf en el mundial de Nicaragua.

## Premios
- 2015, campeón de la Copa Corona, primera etapa del Circuito Uruguayo de Surf Unión de Surf del Uruguay y Antel.[6]
- 2015, campeón de la Copa Samsung Life en Playa el Emir.[7]